# Neuhof (Mudau)
Der Neuhof war ein bäuerliches Gut, das zu etwa gleichen Teilen auf den Gemarkungen von Mudau, Schlossau und Donebach/Mörschenhardt im heutigen Neckar-Odenwald-Kreis in Baden-Württemberg lag.

## Geschichte
Einst war der Neuhof – ein Komplex mit annähernd 89 Hektar – ein Hofgut, bestehend aus Hofgebäude und vielen hundert Morgen Land, darunter Gärten, Äcker, Wiesen und eine Schäferei.
Am 19. Mai 1271 verkauften Ulrich von Dürn und seine Gemahlin Adelheid die Burg Wildenberg mit den zugehörigen Dörfern Kirchzell, Buch, Preunschen, Donebach, Mörschenhardt, Schloßau und Mudau – und damit auch den Neuhof – an das Erzstift Mainz.
Danach wurde er durch Pächter bewirtschaftet. Vermutlich wurde er schon vor dem Jahr 1600 vom letzten Hofbauern wegen gänzlicher Unfruchtbarkeit des Bodens aufgegeben. Im Jahr 1602 wurde der gut 2 km² große Hof samt den Wiesen im Schöllenbacher Grund auf Geheiß des Erzbischofs und Kurfürsten Johann Adam von Bicken an die Gemeinden Mudau, Schlossau, Donebach mit Mörschenhardt in Erbbestand verkauft.
Während des Dreißigjährigen Krieges wurde auch Mudau hart getroffen. Die Bevölkerung ging in dieser Zeit um gut zwei Drittel zurück. Der Neuhof wurde verwüstet, niedergebrannt und abgeholzt. In der Folge wurde er nur halbherzig in seinen alten Zustand wieder zurückversetzt. Ende des 17. Jahrhunderts hatte der Neuhof noch immer eine ähnlich hohe Frongabe wie Steinbach (3 Gulden und 20 Kreuzer) zu entrichten.
Mit Übergang des kurmainzischen Gebiets zum Fürstentum Leiningen wurde der Zustand des Neuhofs im Jahr 1810 untersucht und festgestellt, dass er in eine große Wüstung verwandelt war und öde lag. Um 1812 erhielten die Gemeinden die Auflage, den Neuhof zu rekultivieren, was aber bis 1822 noch nicht erfolgt war, so dass es zur Klage kam. Eine neutrale Sachverständigenkommission machte 1825 den Vorschlag, den Neuhof durch Abbrennen, Aushauen und Drainieren zu einem ergiebigen Ackergelände zu machen. Dem kam man nach. 1852 ging der Neuhof in den eigenen Besitz über.
Heute ist das Gebiet des Neuhofs geprägt von mächtigen Wäldern, die der Forstwirtschaft und der Bevölkerung zur Erholung dienen. In seinem Zentrum dient die Neuhofhütte (⊙) als Wander- und Schutzhütte.

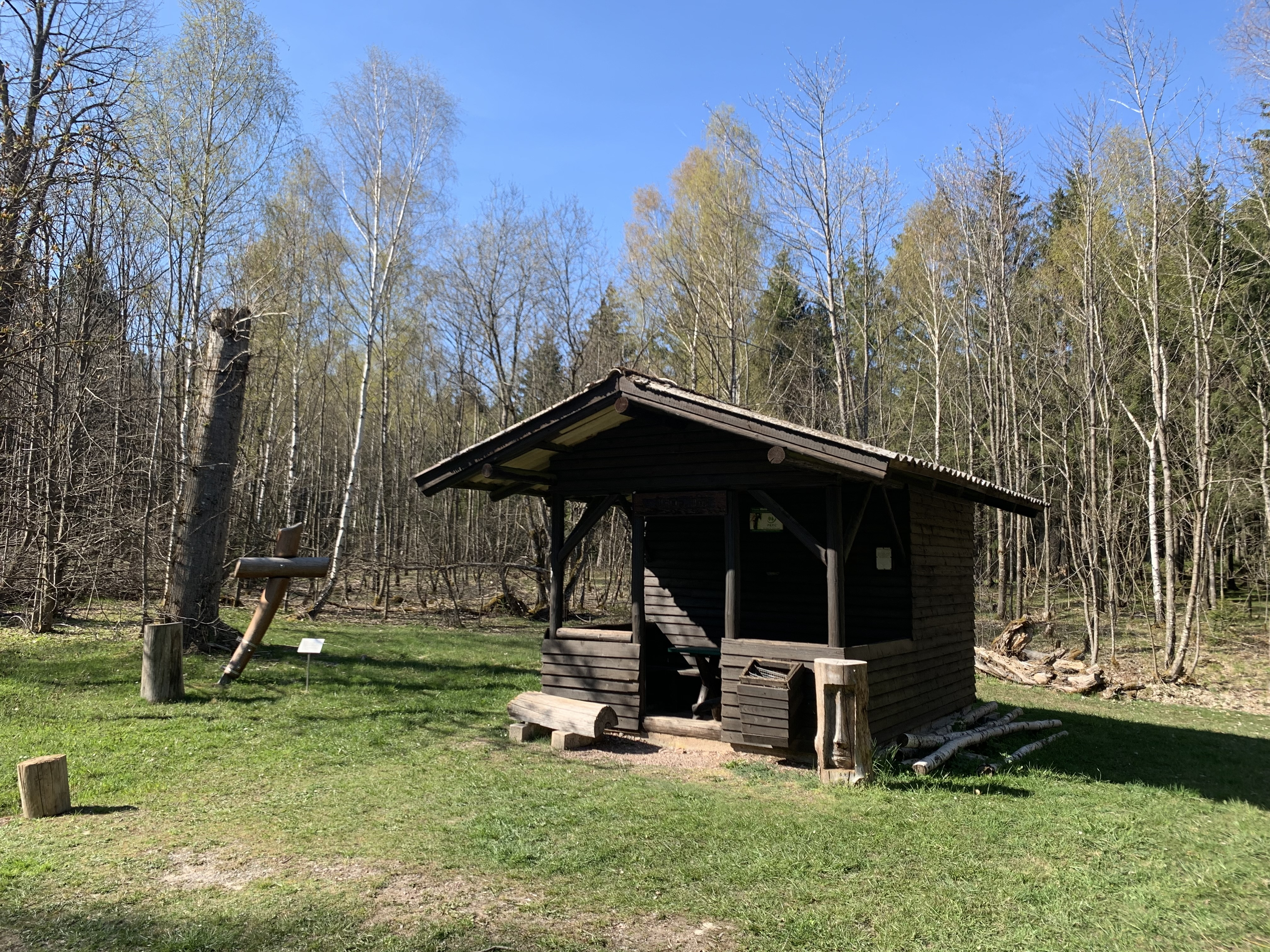
Neuhofhütte Mudau

## Sage
Das wilde Heer
Ein altes Großmütterlein erzählt: Als sie einmal auf dem Felde Hafer banden, hörten sie etwas summen. Es kam näher und näher, so dass die beiden Pferde wild wurden und fast davoneilten. Es war das wilde Heer vom Neuhof. Wenn sie sich nicht gleich zu Boden gelegt hätten, wären sie vom wilden Heer mitgenommen worden.
(aus Th. Humperts Heimatbuch, Seite 218)